# Дачне (Луцький район)
Да́чне — село в Україні, у Луцькому районі Волинської області. Входить до складу Луцької міської громади. Населення становить 731 осіб.

## Історія
До 25 жовтня 2019 року село входило до складу Прилуцької сільської ради Ківерцівського району Волинської області.
12 червня 2020 року, згідно з розпорядженням Кабінету Міністрів України  № 708-р, село увійшло до складу Луцької міської громади.

## Населення
Згідно з переписом УРСР 1989 року чисельність наявного населення села становила 738 осіб, з яких 341 чоловік та 397 жінок.
За переписом населення України 2001 року в селі мешкала 721 особа.

### Мова
Розподіл населення за рідною мовою за даними перепису 2001 року:
| Мова       | Відсоток |
| ---------- | -------- |
| українська | 98,50 %  |
| російська  | 1,37 %   |
| білоруська | 0,14 %   |

## Пам'ятки
- Урочище Ревні — зоологічна пам'ятка природи.

## Відомі мешканці
Степура Григорій Калістратович - член Української Центральної Ради